# 신재웅 (1982년)
신재웅(申在雄, 1982년 3월 28일 ~ )은 전 KBO 리그 SSG 랜더스의 투수이자, 현 KBO 리그 LG 트윈스의 2군 투수코치이다.

## 선수 시절

### LG 트윈스시절
2차 3라운드 지명으로 입단하였다. 2006년 8월 11일 한화전에서 8회까지 노히트 노런을 기록하다 1안타를 허용했고, 9이닝 완봉승을 거두며 강한 인상을 남겼다. 그러나 그 해 팀에서 FA를 선언한 투수 박명환이 영입되고, 보상 선수로 지명돼 두산 베어스로 이적하였다.

### 두산 베어스시절
별다른 활약을 보이지 못하고 어깨 부상으로 방출됐다.

### LG 트윈스복귀
방출 후 공익근무요원으로 군 대체 복무를 마치고 입단 테스트를 받아 신고 선수로 복귀해 이듬해 정식 선수로 등록됐다. 2012년~2013년에는 선발, 2014년에는 불펜으로 활동했으며 2012년 7월 26일 두산 베어스전에서 선발 승을 기록했다. 이후 2014년 10월 6일 NC 다이노스와의 경기에서 KBO 리그 최초의 팀 노히트 노런을 신정락, 유원상과 합작하며 승리 투수가 됐다. 2015년 7월 24일 당시 SK 와이번스 소속이었던 진해수, 임훈, 여건욱을 상대로 정의윤, 신동훈과 함께 SK 와이번스로 트레이드됐다.

### SK 와이번스&SSG 랜더스시절
트레이드 후 좌완 필승조로 기용되며 32경기에 출장해 20.1이닝 3점대 평균자책점, 8홀드를 기록해 시즌 막바지에 팀의 가을 야구 진출에 기여했다. 2016년에는 좌완 원포인트 투수로 기용돼 26경기에 등판해 11이닝 5점대 평균자책점으로 부진해 6월 9일에 1군에서 말소됐다. 2017년에는 팀의 불펜 투수들이 전체적으로 부진한 상황에서 중반기에 1군에 올라와 셋업맨으로서 좋은 모습을 보였고, 2018년에는 팀의 마무리를 맡아 커리어 하이를 달성했다. 2018년 시즌 막바지부터 급격한 난조를 보이며 2019년에는 마무리 투수 자리를 하재훈에게 내줬다. 2020년에는 부진해 주로 추격조로 출전했다. 2021년 10월 31일에 방출됐다.

## 야구선수 은퇴 후
2022년부터 LG 트윈스의 잔류군 투수코치로 활동했다.

## 출신 학교
- 사파초등학교
- 경남 신월중학교
- 마산고등학교
- 동의대학교

## 통산 기록
| 연도 | 팀명   | 평균자책점 | 경기 | 완투 | 완봉 | 승 | 패 | 세 | 홀 | 승률  | 타자 | 이닝  | 피안타 | 피홈런 | 볼넷 | 사구 | 탈삼진 | 실점 | 자책점 |
| ---- | ------ | ---------- | ---- | ---- | ---- | -- | -- | -- | -- | ----- | ---- | ----- | ------ | ------ | ---- | ---- | ------ | ---- | ------ |
| 2005 | LG     | 7.43       | 26   | 0    | 0    | 1  | 0  | 0  | 2  | 1.000 | 69   | 13.1  | 22     | 1      | 10   | 0    | 9      | 11   | 11     |
| 2006 | LG     | 4.61       | 22   | 1    | 1    | 1  | 2  | 0  | 1  | 0.333 | 220  | 52.2  | 51     | 5      | 17   | 1    | 30     | 30   | 27     |
| 2012 | LG     | 3.59       | 12   | 0    | 0    | 5  | 2  | 0  | 0  | 0.714 | 241  | 57.2  | 53     | 5      | 23   | 3    | 30     | 23   | 23     |
| 2013 | LG     | 3.05       | 18   | 0    | 0    | 4  | 4  | 0  | 0  | 0.500 | 227  | 56    | 52     | 4      | 18   | 3    | 21     | 21   | 19     |
| 2014 | LG     | 3.80       | 57   | 0    | 0    | 8  | 3  | 0  | 8  | 0.727 | 271  | 64    | 62     | 7      | 26   | 2    | 46     | 29   | 27     |
| 2015 | SK     | 4.11       | 61   | 0    | 0    | 0  | 1  | 0  | 9  | 0.000 | 236  | 50.1  | 72     | 5      | 17   | 4    | 49     | 28   | 23     |
| 2016 | SK     | 5.50       | 35   | 0    | 0    | 0  | 1  | 0  | 4  | 0.000 | 91   | 18    | 16     | 4      | 17   | 3    | 17     | 12   | 11     |
| 2017 | SK     | 3.19       | 32   | 0    | 0    | 0  | 1  | 2  | 4  | 0.000 | 126  | 31    | 23     | 3      | 15   | 0    | 29     | 11   | 11     |
| 2018 | SK     | 2.77       | 54   | 0    | 0    | 2  | 3  | 16 | 6  | 0.400 | 226  | 52    | 49     | 5      | 28   | 1    | 43     | 23   | 16     |
| 2019 | SK     | 3.32       | 20   | 0    | 0    | 1  | 0  | 0  | 0  | 1.000 | 88   | 21.2  | 14     | 1      | 10   | 1    | 14     | 8    | 8      |
| 2020 | SK     | 9.31       | 24   | 0    | 0    | 2  | 0  | 0  | 0  | 1.000 | 93   | 19.1  | 26     | 5      | 14   | 0    | 11     | 20   | 20     |
| 2021 | SSG    | 4.32       | 8    | 0    | 0    | 2  | 0  | 0  | 0  | -     | 37   | 8.1   | 6      | 0      | 5    | 0    | 9      | 4    | 4      |
| 통산 | 12시즌 | 4.05       | 369  | 1    | 1    | 24 | 17 | 18 | 34 | 0.585 | 1925 | 444.1 | 446    | 45     | 200  | 18   | 308    | 220  | 200    |